# ベルナデット・ラフォン
ベルナデット・ラフォン（Bernadette Lafont, 1938年10月28日 - 2013年7月25日）は、フランス・ニーム出身の女優。

## 主な出演作品
- 美しきセルジュ Le Beau Serge (1958)
- あこがれ Les Mistons (1958)
- 気のいい女たち Les Bonnes femmes (1960)
- パリの大泥棒 Le Voleur (1967)
- 私のように美しい娘 Une Belle Fille Comme Moi (1972)
- 女の望遠鏡 (マドモアゼル a GO GO) Trop jolies pour être honnêtes (1972)
- ママと娼婦 La Maman et la Putain (1973)
- 恋のモンマルトル Zig Zig (1975)
- なまいきシャルロット　L'Effrontée （1985）
- サム・サフィ Sam Suffit (1992)
- ブロークン・イングリッシュ Broken English (2007)
- スカイラブ LE SKYLAB （2011）
- ジャンキーばあさんのあぶないケーキ屋 Paulette（2012）
- ぼくを探しに Attila Marcel （2013）